# 고흥중학교
고흥중학교(高興中學校)는 대한민국 전라남도 고흥군 고흥읍 남계리에 있는 공립 중학교이다.

## 학교 연혁
- 1946년 11월 20일 : 고흥공립초급중학교 인가, 개교
- 1946년 11월 20일 : 초대 김성채 교장 부임
- 1950년 5월 1일 : 고흥농업중학교(수업연한 4년)로 개편
- 1951년 4월 1일 : 고흥중학교(수업연한 3년)로 개편
- 1978년 3월 6일 : 고흥농업고등학교로 분리
- 1978년 4월 2일 : 고흥중학교 신축
- 1980년 1월 11일 : 현 교사(校舍)로 이전
- 2023년 3월 1일 : 제26대 황구근 교장 부임
- 2025년 1월 8일 : 제79회 78명 졸업(총 14,719명)

## 참고 자료
- 고흥중학교 - 한국교육학술정보원 학교알리미